# ガブリエル・オベルタン
ガブリエル・オベルタン（Gabriel Obertan, 1989年2月26日 - ）は、パリ郊外のパンタン出身のサッカー選手。USLチャンピオンシップ・シャーロット・インディペンデンス所属。ポジションはウイングであるが、中盤のポジションも務めることが出来る。

## クラブ経歴

### ユース
2002年にパリFCに加入するまでは、地元のクラブであるパンタンでプレーしていた。パリでプレーしている多くの選手と同様に、彼も一年後にパリ・サンジェルマンFCのユースに加入した。パリ・サンジェルマンで一年間トレーニングを受けた後に、彼の更なる成長のためにINFクレールフォンテーヌへと移った。そこでFCジロンダン・ボルドーのスカウトの目に留まり、一年後にボルドーに加入した。

### ボルドー
一年間をリザーブで過ごし、2006年にクラブと3年間のプロ契約を結んだ。オベルタンはトップチームに昇格し、26番のユニフォームを与えられた。2006年9月30日のヴァランシエンヌFC戦に途中出場し、15分間プレー、17歳でプロデビューを果たした。初ゴールは2007年4月22日のASサンテティエンヌ戦でロスタイムに決めたゴールであり、チームも2-0で勝利した。デビューシーズンは17試合に出場したが、16試合は交代での出場であった。
翌シーズンは契約を延長し、多くの出場機会を与えられ、26試合に出場し、2ゴールを挙げたが、ローラン・ブランのチームには他に多くのフォワードの選手が在籍していたため、その出場のほとんどは交代での出場であった。
2008-09シーズン前半も出場機会は限られていたが、4-2で勝利したクープ・ドゥ・ラ・リーグのEAギャンガン戦で2ゴールを挙げるなどの活躍を続けた。ボルドーはリーグで優勝争いをしていたが、オベルタンの出場時間は少なく、ブランは多くの出場機会が与えられるであろうとFCロリアンにレンタル移籍させることを決断した。
ロリアンでは15試合に出場し、グルノーブル・フット38戦でゴールを決めた。

### マンチェスター・ユナイテッド
2009年7月6日、レキップ紙は、オベルタンの移籍について、クラブのチェアマンが数週間前にマンチェスター・ユナイテッドと合意し、選手も契約に同意したと述べたと報じた。翌日、オベルタンはマンチェスターでメディカルチェックをパスし、8日に正式に契約を結んだ。移籍金は300万ポンドで、オベルタンは4年間の契約を結んだ。
2009年10月31日、プレミアリーグ第11節、ホームのオールド・トラッフォードで行われたブラックバーン戦において、後半18分から途中出場。つづく第12節のチェルシーFCとの試合でも後半40分からであるが、途中出場を果たしており、攻撃的な左サイドのポジション争いに名乗りをあげた。

## 代表経歴
オベルタンは、U-16、17、18、19、21と各世代の代表に選出されている。U-21代表時代の2009年3月31日にシティ・グラウンドで行われたU-21イングランド代表との親善試合でゴールを決めている。